# Carl von Mentzer (militär)
Carl Werner Robert Liborius von Mentzer, född den 24 januari 1910 i Rödbo församling, Göteborgs och Bohus län, död den 19 april 2003 i Halmstad, var en svensk militär.
von Mentzer avlade officersexamen 1931 och blev löjtnant vid Hallands regemente 1935. Han var biträdande militärattaché i Berlin 1938–1939 och befordrades till kapten vid regementet 1942. von Mentzer var lärare vid Krigsskolan 1944–1947 och blev major vid regementet 1950. Efter tjänstgöring i Korea 1953–1954 befordrades han till överstelöjtnant vid regementet 1956 och till överste där 1961. von Mentzer var chef för infanteriets kadettskola 1957–1961, försvarsattaché i Oslo 1961–1963 och chef för Norra Smålands regemente 1963–1970. Han blev riddare av Svärdsorden 1951, kommendör av samma orden 1965 och kommendör av första klassen 1969. Han vilar på Söndrums kyrkogård.